# Чемпионат мира по баскетболу 2019. Группа H
В этой статье представлено положение команд и результаты матчей в группе H предварительного раунда чемпионата мира по баскетболу 2019. Состав группы был определён во время жеребьёвки 16 марта 2019 года в Центре культуры Шэньчжэня, Китай. В группе участвуют Австралия, Канада, Литва, и Сенегал. Команды сыграют друг с другом в один круг. Матчи пройдут с 1 сентября по 5 сентября 2019 года в культурно-спортивном центре «Ниссан» в Дунгуане. Две лучшие команды выходят в групповой турнир за 1-16 места, две худшие - в групповой турнир за 17-32 места.

## Команды
| Команда   | Квалификация                | Квалификация     | Участие   | Участие | Участие | Лучший результат |
| Команда   | Способ                      | Дата             | Последнее | Всего   | Подряд  | Лучший результат |
| --------- | --------------------------- | ---------------- | --------- | ------- | ------- | ---------------- |
| Канада    | Победитель группы F Америки | 3 декабря 2018   | 2010      | 14      | 9       | 6-е (1978, 1982) |
| Сенегал   | 2-е место в группе F Африки | 22 февраля 2019  | 2014      | 5       | 2       | 14-е (1978)      |
| Литва     | Победитель группы J Европы  | 17 сентября 2018 | 2014      | 5       | 4       | 3-е место (2010) |
| Австралия | Победитель группы F Азии    | 30 ноября 2018   | 2014      | 12      | 8       | 5-е (1982, 1994) |

## Положение команд
| Команда   | Игр | В | П | МЗ  | МП  | МР  | Очки |
| --------- | --- | - | - | --- | --- | --- | ---- |
| Австралия | 3   | 3 | 0 | 276 | 242 | +34 | 6    |
| Литва     | 3   | 2 | 1 | 275 | 203 | +72 | 5    |
| Канада    | 3   | 1 | 2 | 243 | 260 | −17 | 4    |
| Сенегал   | 3   | 0 | 3 | 175 | 264 | −89 | 3    |

## Результаты матчей
Время матчей дано по UTC+8:00

### 1-й тур

#### Канада — Австралия
| 1 сентября 2019 15:30 | Протокол | Канада                     | 92:108   | Австралия             | Культурно-спортивный центр «Ниссан», Дунгуань Зрителей: 9,930 Судьи: Хорхе Васкес Алексис Меркадо Гентиан Цици |
| 1 сентября 2019 15:30 | Протокол | 20–29, 20–23, 37–24, 15–32 |          |                       | Культурно-спортивный центр «Ниссан», Дунгуань Зрителей: 9,930 Судьи: Хорхе Васкес Алексис Меркадо Гентиан Цици |
| 1 сентября 2019 15:30 | Протокол | Кем Берч 18                | Очки     | Мэттью Деллаведова 24 | Культурно-спортивный центр «Ниссан», Дунгуань Зрителей: 9,930 Судьи: Хорхе Васкес Алексис Меркадо Гентиан Цици |
| 1 сентября 2019 15:30 | Протокол | Мелвин Эджим 6             | Подборы  | Эндрю Богут 9         | Культурно-спортивный центр «Ниссан», Дунгуань Зрителей: 9,930 Судьи: Хорхе Васкес Алексис Меркадо Гентиан Цици |
| 1 сентября 2019 15:30 | Протокол | Кевин Пангос 8             | Передачи | Джо Инглс 10          | Культурно-спортивный центр «Ниссан», Дунгуань Зрителей: 9,930 Судьи: Хорхе Васкес Алексис Меркадо Гентиан Цици |

#### Сенегал — Литва
| 1 сентября 2019 19:30 | Протокол | Сенегал                    | 47:101   | Литва               | Культурно-спортивный центр «Ниссан», Дунгуань Зрителей: 7,008 Судьи: Саверио Ланцарини Леонардо Саласар Мартин Хорозов |
| 1 сентября 2019 19:30 | Протокол | 10–27, 11–21, 12–29, 14–24 |          |                     | Культурно-спортивный центр «Ниссан», Дунгуань Зрителей: 7,008 Судьи: Саверио Ланцарини Леонардо Саласар Мартин Хорозов |
| 1 сентября 2019 19:30 | Протокол | Три игрока по 8            | Очки     | Три игрока по 13    | Культурно-спортивный центр «Ниссан», Дунгуань Зрителей: 7,008 Судьи: Саверио Ланцарини Леонардо Саласар Мартин Хорозов |
| 1 сентября 2019 19:30 | Протокол | Мухаммад Фай 5             | Подборы  | Йонас Валанчюнас 11 | Культурно-спортивный центр «Ниссан», Дунгуань Зрителей: 7,008 Судьи: Саверио Ланцарини Леонардо Саласар Мартин Хорозов |
| 1 сентября 2019 19:30 | Протокол | Мухаммад Фай 4             | Передачи | Мантас Калниетис 8  | Культурно-спортивный центр «Ниссан», Дунгуань Зрителей: 7,008 Судьи: Саверио Ланцарини Леонардо Саласар Мартин Хорозов |

### 2-й тур

#### Австралия — Сенегал
| 3 сентября 2019 15:30 | Протокол | Австралия                  | 81:68    | Сенегал            | Культурно-спортивный центр «Ниссан», Дунгуань Зрителей: 3,700 Судьи: Хорхе Васкес Леонардо Саласар Карлос Перальта |
| 3 сентября 2019 15:30 | Протокол | 18–16, 18–17, 24–17, 21–18 |          |                    | Культурно-спортивный центр «Ниссан», Дунгуань Зрителей: 3,700 Судьи: Хорхе Васкес Леонардо Саласар Карлос Перальта |
| 3 сентября 2019 15:30 | Протокол | Патти Миллс 22             | Очки     | Ксан Д’Альмейда 14 | Культурно-спортивный центр «Ниссан», Дунгуань Зрителей: 3,700 Судьи: Хорхе Васкес Леонардо Саласар Карлос Перальта |
| 3 сентября 2019 15:30 | Протокол | Джо Инглс 10               | Подборы  | Юссу Ндой 10       | Культурно-спортивный центр «Ниссан», Дунгуань Зрителей: 3,700 Судьи: Хорхе Васкес Леонардо Саласар Карлос Перальта |
| 3 сентября 2019 15:30 | Протокол | Джо Инглс 9                | Передачи | Ксан Д’Альмейда 4  | Культурно-спортивный центр «Ниссан», Дунгуань Зрителей: 3,700 Судьи: Хорхе Васкес Леонардо Саласар Карлос Перальта |

#### Литва — Канада
| 3 сентября 2019 19:30 | Протокол | Литва                                   | 92:69    | Канада          | Культурно-спортивный центр «Ниссан», Дунгуань Зрителей: 6,801 Судьи: Саверио Ланцарини Гентиан Цици Мартин Хорозов |
| 3 сентября 2019 19:30 | Протокол | 24–14, 22–22, 24–18, 22–15              |          |                 | Культурно-спортивный центр «Ниссан», Дунгуань Зрителей: 6,801 Судьи: Саверио Ланцарини Гентиан Цици Мартин Хорозов |
| 3 сентября 2019 19:30 | Протокол | Эдгарас Улановас 15                     | Очки     | Кайл Уилтьер 24 | Культурно-спортивный центр «Ниссан», Дунгуань Зрителей: 6,801 Судьи: Саверио Ланцарини Гентиан Цици Мартин Хорозов |
| 3 сентября 2019 19:30 | Протокол | Домантас Сабонис, Йонас Валанчюнас по 8 | Подборы  | Три игрока по 4 | Культурно-спортивный центр «Ниссан», Дунгуань Зрителей: 6,801 Судьи: Саверио Ланцарини Гентиан Цици Мартин Хорозов |
| 3 сентября 2019 19:30 | Протокол | Мантас Калниетис 6                      | Передачи | Кевин Пангос 8  | Культурно-спортивный центр «Ниссан», Дунгуань Зрителей: 6,801 Судьи: Саверио Ланцарини Гентиан Цици Мартин Хорозов |

### 3-й тур

#### Канада — Сенегал
| 5 сентября 2019 15:30 | Протокол | Канада                     | 82:60    | Сенегал           | Культурно-спортивный центр «Ниссан», Дунгуань Судьи: Саверио Ланцарини Мартин Хорозов Карлос Перальта |
| 5 сентября 2019 15:30 | Протокол | 11–22, 22–10, 26–14, 23–14 |          |                   | Культурно-спортивный центр «Ниссан», Дунгуань Судьи: Саверио Ланцарини Мартин Хорозов Карлос Перальта |
| 5 сентября 2019 15:30 | Протокол | Кори Джозеф 24             | Очки     | Мухаммад Фай 14   | Культурно-спортивный центр «Ниссан», Дунгуань Судьи: Саверио Ланцарини Мартин Хорозов Карлос Перальта |
| 5 сентября 2019 15:30 | Протокол | Кем Берч 10                | Подборы  | Морис Ндур 12     | Культурно-спортивный центр «Ниссан», Дунгуань Судьи: Саверио Ланцарини Мартин Хорозов Карлос Перальта |
| 5 сентября 2019 15:30 | Протокол | Кевин Пангос 5             | Передачи | Ксан Д’Альмейда 7 | Культурно-спортивный центр «Ниссан», Дунгуань Судьи: Саверио Ланцарини Мартин Хорозов Карлос Перальта |

#### Литва — Австралия
| 5 сентября 2019 19:30 | Протокол | Литва                      | 82:87    | Австралия      | Культурно-спортивный центр «Ниссан», Дунгуань Судьи: Хорхе Васкес Леонардо Саласар Алексис Меркадо |
| 5 сентября 2019 19:30 | Протокол | 19–27, 22–25, 19–16, 22–19 |          |                | Культурно-спортивный центр «Ниссан», Дунгуань Судьи: Хорхе Васкес Леонардо Саласар Алексис Меркадо |
| 5 сентября 2019 19:30 | Протокол | Марюс Григонис 19          | Очки     | Патти Миллс 23 | Культурно-спортивный центр «Ниссан», Дунгуань Судьи: Хорхе Васкес Леонардо Саласар Алексис Меркадо |
| 5 сентября 2019 19:30 | Протокол | Йонас Валанчюнас 7         | Подборы  | Арон Бэйнс 13  | Культурно-спортивный центр «Ниссан», Дунгуань Судьи: Хорхе Васкес Леонардо Саласар Алексис Меркадо |
| 5 сентября 2019 19:30 | Протокол | Домантас Сабонис 4         | Передачи | Джо Инглс 8    | Культурно-спортивный центр «Ниссан», Дунгуань Судьи: Хорхе Васкес Леонардо Саласар Алексис Меркадо |